# Husiliang
Husiliang (kinesiska: 呼斯梁, 呼斯梁乡) är en socken i Kina. Den ligger i den autonoma regionen Inre Mongoliet, i den norra delen av landet, omkring 210 kilometer sydväst om regionhuvudstaden Hohhot.
Genomsnittlig årsnederbörd är 509 millimeter. Den regnigaste månaden är juli, med i genomsnitt 137 mm nederbörd, och den torraste är januari, med 2 mm nederbörd.